# Прва влада Петра Велимировића
Прва влада Петра Велимировића је била влада Краљевине Србије од 20. октобра до 19. новембра 1902.

## Историја
Криза у радикалско-напредњачкој влади испољила се на пролеће 1902. године. Сам Вујић је сматрао да би Пашић био далеко способнији председник владе од њега. Пашић је одбио краљев предлог да састави владу. Нова партија није прорадила. Опозиција је све одлучније нападала режим. Вујићева влада потрајала је до 20. октобра 1902. године када ју је заменио кабинет Пере Велимировића, такође радикалско-напредан. Влада је била слаба, а сам краљ покушао ју је одмах заменити новим кабинетом. Председништво је понуђено Сави Грујићу, а Велимировић је дао оставку 15. новембра, чиме је крах доживео и покушај стварања „нове странке“. Грујић је одбио понуду. Краљу су остале само мање значајне политичке личности које су пристале да уђу у владу Димитрија Цинцармарковића.

## Чланови владе
| Функција                                            | Слика | Име и презиме        | Детаљи |
| --------------------------------------------------- | ----- | -------------------- | ------ |
| Председник Министарског савета и министар грађевина |       | Петар Велимировић    |        |
| Министар иностраних дела                            |       | Василије Антонић     |        |
| Министар унутрашњих дела                            |       | Велимир М. Тодоровић |        |
| Министар правде                                     |       | Арон Нинчић          |        |
| Министар финансија                                  |       | Милић Радовановић    |        |
| Министар просвете и црквених дела                   |       | Миленко Марковић     |        |
| Министар војни                                      |       | Милован С. Павловић  |        |
| Министар народне привреде                           |       | Ђока Ј. Николић      |        |